# Repräsentantenhaus von Colorado

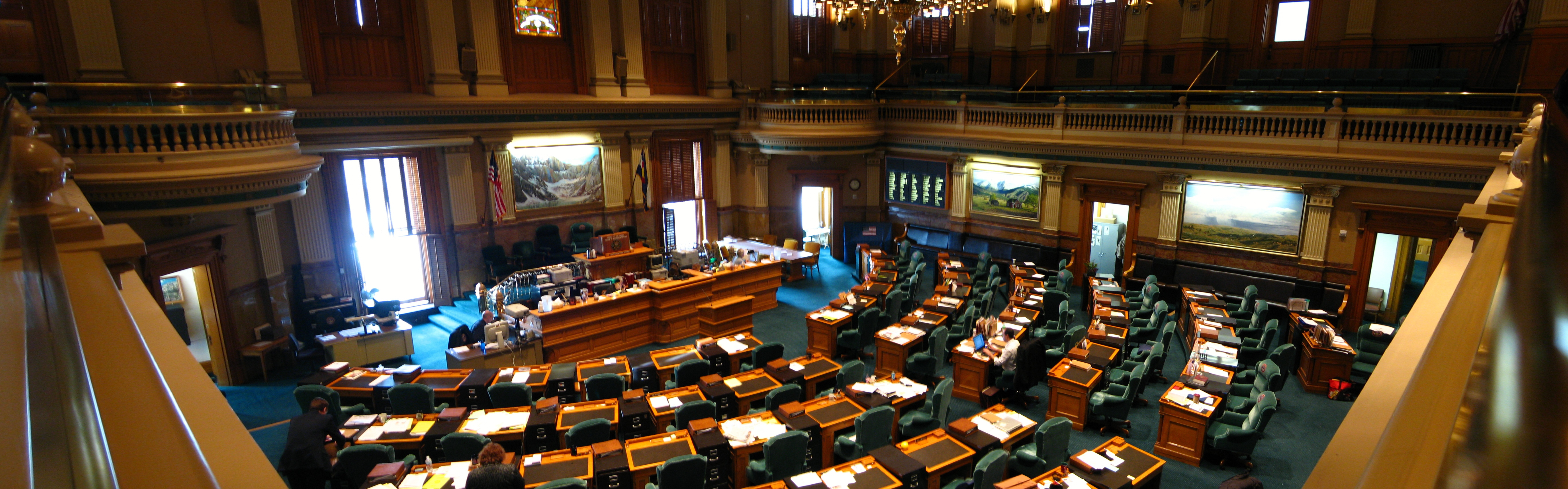
Repräsentantenhaus im Colorado State Capitol

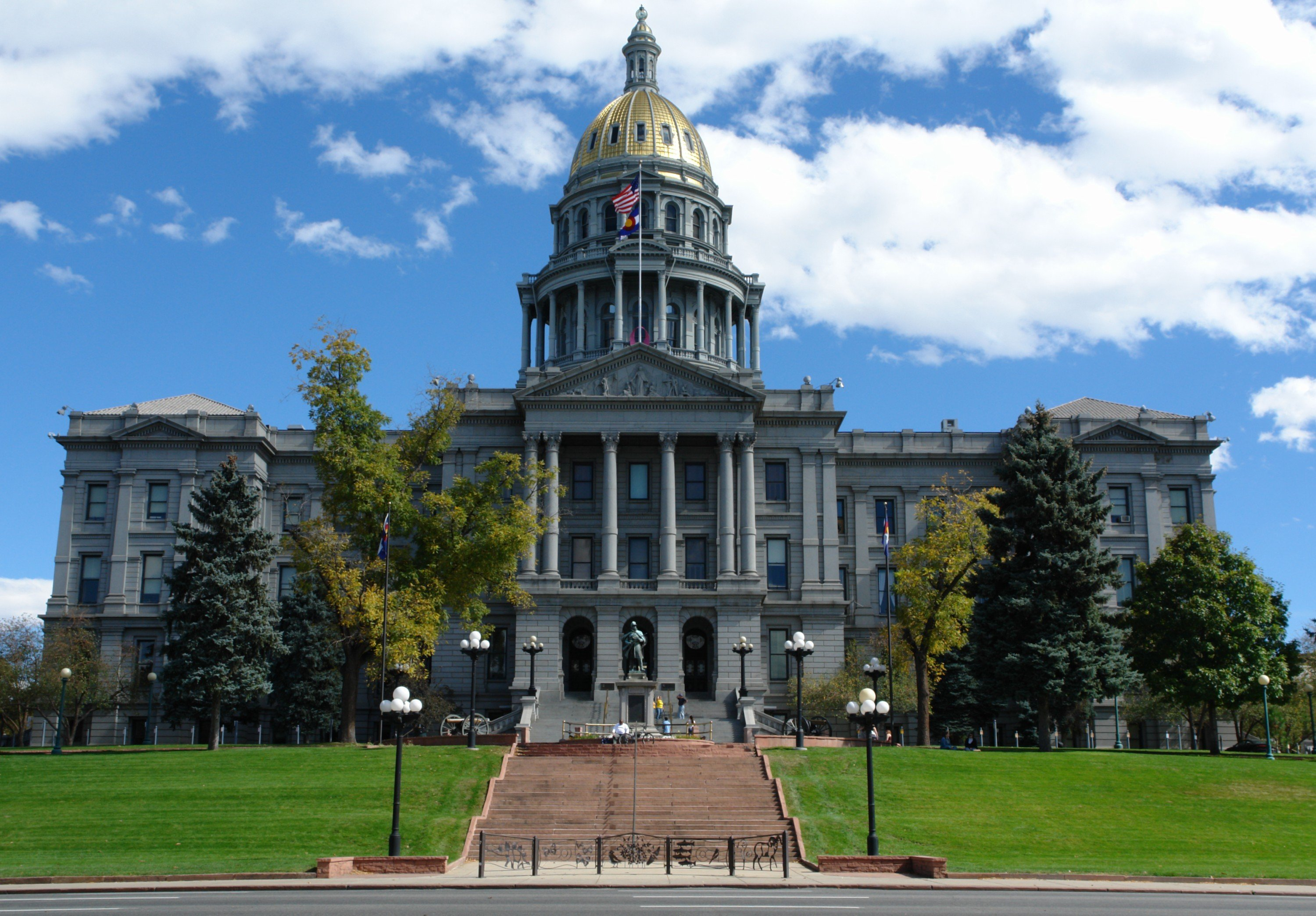
Colorado State Capitol

Das Repräsentantenhaus von Colorado (Colorado House of Representatives) ist das Unterhaus der Colorado General Assembly, der Legislative des US-Bundesstaates Colorado.
Die Parlamentskammer setzt sich aus 65 Abgeordneten zusammen, die jeweils einen Wahldistrikt repräsentieren. Jede dieser festgelegten Einheiten umfasst eine Zahl von durchschnittlich 71.000 Einwohnern. Die Abgeordneten werden jeweils für zweijährige Amtszeiten gewählt; es existiert eine Beschränkung der Amtszeiten auf vier nacheinander folgende Amtsperioden.
Der Sitzungssaal des Repräsentantenhauses befindet sich gemeinsam mit dem Staatssenat im Colorado State Capitol in der Hauptstadt Denver.

## Struktur der Kammer
Vorsitzender des Repräsentantenhauses ist der Speaker of the House. Er wird zunächst von der Mehrheitsfraktion der Kammer gewählt, ehe die Bestätigung durch das gesamte Parlament folgt. Der Speaker ist auch für den Ablauf der Gesetzgebung verantwortlich und überwacht die Abstellungen in die verschiedenen Ausschüsse. Derzeitiger Speaker ist die Demokratin Julie McCluskie.
Weitere wichtige Amtsinhaber sind der Mehrheitsführer (Majority leader) und der Oppositionsführer (Minority leader), die von den jeweiligen Fraktionen gewählt werden. Majority leader ist die Demokratin Monica Duran, Minority leader ist die Republikanerin Rose Pugliese.

## Zusammensetzung nach der Wahl im Jahr 2022
- Demokraten: 46
- Republikaner: 19

| Partei | Partei                 | Abgeordnete |
| ------ | ---------------------- | ----------- |
|        | Republikanische Partei | 19          |
|        | Demokratische Partei   | 46          |
| Summe  | Summe                  | 65          |